# Dolní Lomná
Obec Dolní Lomná (polsky Łomna Dolna, německy Nieder Lomna) leží v údolí říčky Lomná v okrese Frýdek-Místek. Má 920 obyvatel. V roce 2001 se 31 % obyvatel obce hlásilo k polské národnosti.
Ve vzdálenosti 14 km severně leží město Třinec, 23 km severně město Český Těšín, 25 km západně město Frýdlant nad Ostravicí a 30 km severozápadně město Frýdek-Místek.
V Dolní Lomné se každoročně koná mezinárodní folklórní festival Slezské dny.
V červenci 2011 se v obci konaly vozatajské závody, při jejichž příležitosti byla před obecním muzeem za přítomnosti zpěváka Jaromíra Nohavici odhalena socha fiktivního místního rodáka Františka Šišky, jenž je hlavní postavou textu Nohavicovy písně Milionář. Socha je vyrobena z javorového dřeva, je asi 1,7 m vysoká a jejím autorem je místní řezbář Leszek Sikora.

## Historie
Osídlení údolí Lomné začalo v roce 1646. Jako správní jednotka se Lomná objevuje v roce 1730. Název vesnice pochází od řeky Lomná. V roce 1770 Lomnou obývalo 489 obyvatel. První soukromá škola byla otevřena v roce 1830. Podle rakouských sčítání lidu v roce 1843 měla komunita 817 občanů na 58 usedlostech. Tři dělníci  pracovali ve třech mlýnech a 10 na pěti pilách. V létech 1844-47 hladomor způsobil  značný počet úmrtí. První polská veřejná škola začala fungovat v roce 1852. Nové školní budovy byly otevřeny v letech 1873-1894. Původní obec Lomná byla rozdělena na Horní a Dolní Lomnou 1. ledna 1890. Nový kostel byl vysvěcen v roce 1896. Podle rakouského sčítání lidu v roce 1910 žilo v Dolní Lomné 911 občanů, z nichž 866 (95,1%) byli Poláci, 13 (1,4%) Češi a 32 (3,5%) Němci .

## Obyvatelstvo

Věková struktura obyvatel obce Dolní Lomná roku 2011

## Pamětihodnosti
- Spolek pro vojenská pietní místa Zde
- Národní přírodní rezervace Mionší
- Přírodní rezervace Uplaz
- Přírodní rezervace Velký Polom
- Zemědělský dvorek v Dolní Lomné[7]